# Ibarreta
Ibarreta – miasto w Argentynie, w prowincji Formosa, w departamencie Patiño.
Według danych szacunkowych na rok 2010 miejscowość liczyła 9 429 mieszkańców.